# Sarvsjön, Närke
Sarvsjön är en sjö i Laxå kommun i Närke och ingår i Norrströms huvudavrinningsområde. Sjön har en area på 0,143 kvadratkilometer och ligger 80 meter över havet.

## Delavrinningsområde
Sarvsjön ingår i det delavrinningsområde (655150-143311) som SMHI kallar för Utloppet av Toften. Medelhöjden är 91 meter över havet och ytan är 79,16 kvadratkilometer. Räknas de 26 avrinningsområdena uppströms in blir den ackumulerade arean 533,31 kvadratkilometer. Avrinningsområdets utflöde Norrström (Eskilstunaån) mynnar i havet. Avrinningsområdet består mestadels av skog (60 procent) och sankmarker (10 procent). Avrinningsområdet har 19,06 kvadratkilometer vattenytor vilket ger det en sjöprocent på 24,1 procent.